# Google Arts & Culture

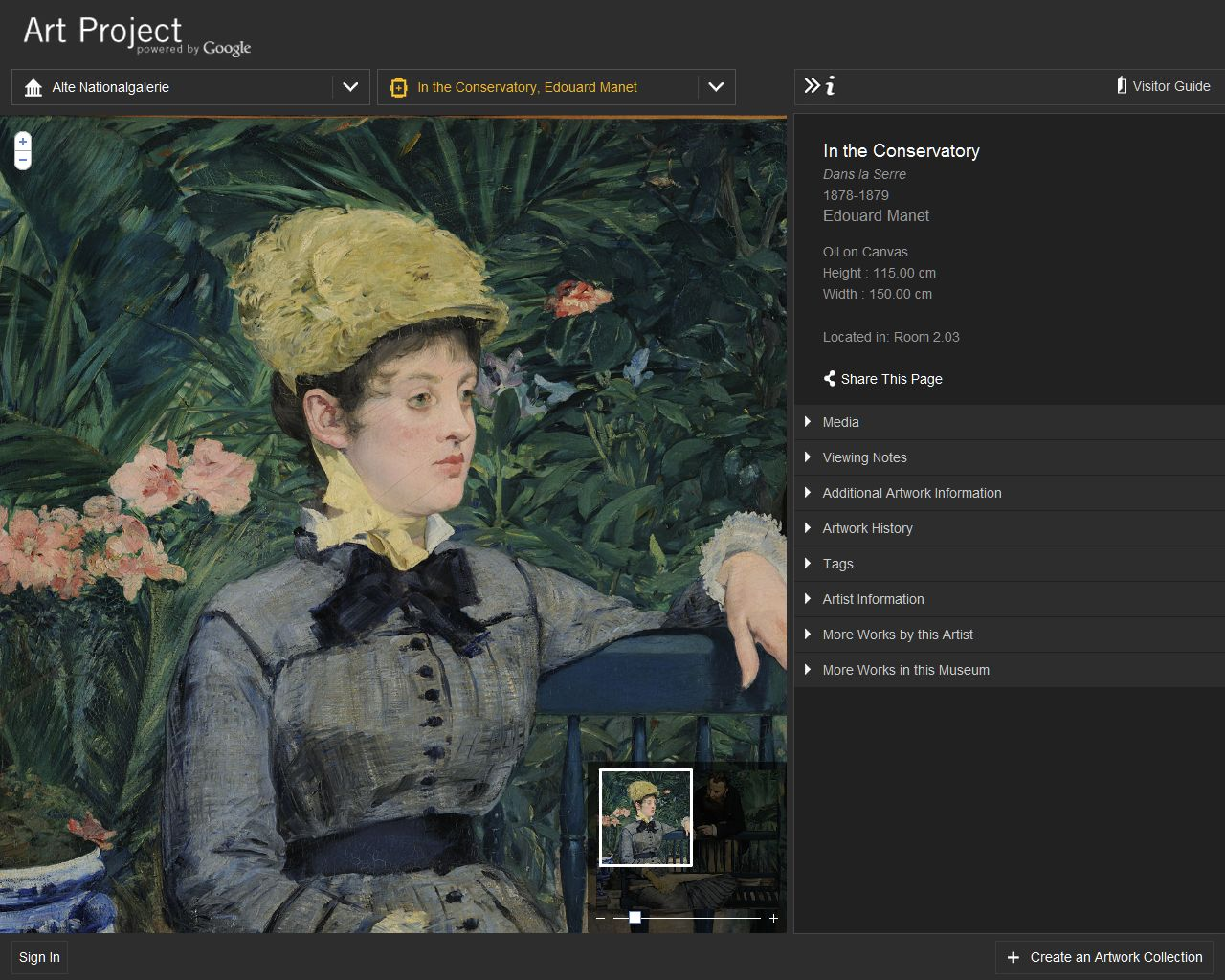
Screenshot von Google Art Project (Édouard Manet, Im Wintergarten, 1879)

Google Arts & Culture (in 2016 hervorgegangen aus Google Art Project) ist eine Onlinedienst des US-amerikanischen Unternehmens Google LLC. Es ermöglicht einen virtuellen Rundgang durch eine Vielzahl an Museen und Ausstellungen in der Manier von Streetview. Zu einigen Exponaten kann man hochaufgelöste Fotografien und Detailinformationen aufrufen.
Google Arts & Culture ist ein Teil des unternehmenseigenen Google Cultural Institute.

## Entstehungsgeschichte
Das Projekt entstand aus der Möglichkeit der Angestellten von Google, 20 Prozent ihrer Arbeitszeit für eigene Projekte zu verwenden, und wurde vom Unternehmen übernommen. Es wurde in nur achtzehn Monaten unter dem Google-Manager Nelson Mattos realisiert und erforderte pro Museum nur zwei Nächte für die Aufnahmen der Gemälde und der Räumlichkeiten. Aus Sicht der Museen entstehen ein Werbeeffekt und neue Möglichkeiten der Bildung, Wissensvermittlung und Forschung. Bereits ein Jahr vorher hatte Google in Google Earth vierzehn im Madrider Prado ausgestellte Kunstwerke als hochaufgelöste Fotografien zur Verfügung gestellt.
Die Webanwendung ist seit dem 1. Februar 2011 öffentlich verfügbar.

## Technik
Für die Darstellung der Räumlichkeiten wurde dieselbe Technologie wie beim hauseigenen Dienst Street View verwendet. Diese steht nicht bei der Besichtigung aller Institutionen zur Verfügung, deckt aber mehr als 385 Räume in rund 60 Museen ab, z. B. das Musée d’Orsay, das Weiße Haus oder auch das Museum of Islamic Art.
Zum Einsatz kam der vom Unternehmen mitentwickelte Fotoroboter Gigapan, der Aufnahmen mit einer Auflösung im Gigapixel-Bereich anfertigen kann. Derlei Panoramaroboter steuern Digitalkameras, die das Objekt in vielen tausend Einzelbildern automatisch abfotografieren. Verwendet wurde Dauerlicht unter einem sehr flachen Winkel. So konnten die Fotografen das Licht besser kontrollieren, als es bei Blitz möglich gewesen wäre. Der Anwender kann online eine eigene Sammlung seiner bevorzugten Kunstwerke anlegen.

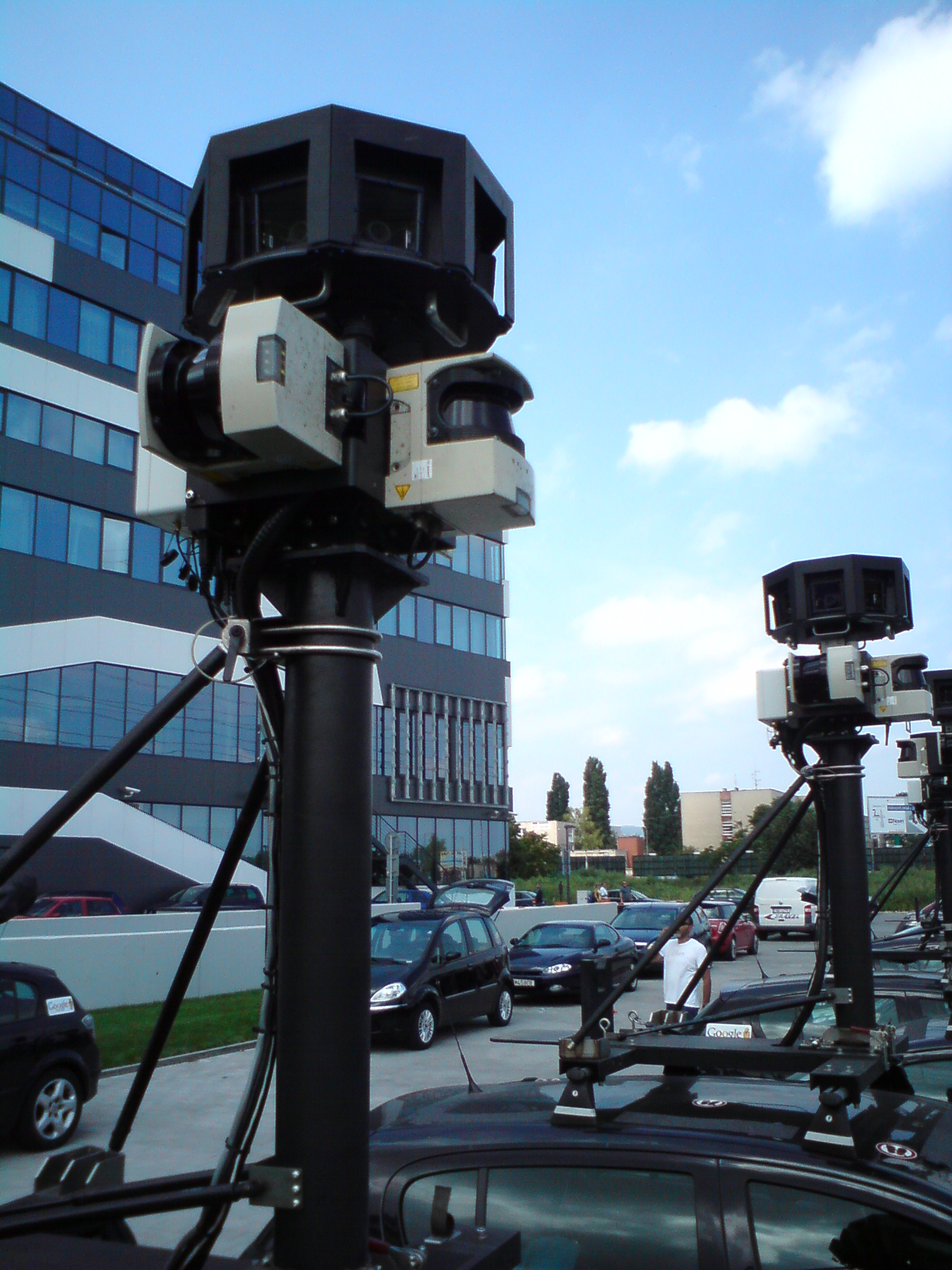
Google Street View Kamera in Bratislava

## Teilnehmende Museen und Exponate (Auswahl)
Zu Beginn des Projektes arbeitete Google mit siebzehn Museen in elf Städten und neun Ländern in Europa, Russland und den Vereinigten Staaten zusammen, unter dem der Tate Gallery, London; dem Metropolitan Museum of Art, New York City und die Uffizien, Florenz.
1086 Bilder von 486 Künstlern waren Anfang Februar 2011 verfügbar. Jedes Museum stellte ein Kunstwerk für besonders hochauflösende Wiedergabe zur Verfügung. Anfang April 2012 waren es bereits über 30.000 hochauflösende Kunstwerke in 151 Museen aus 41 Ländern. Im Jahr 2015 sprach Google selbst von über 250 Institutionen und mehr als 45.000 Kunstwerken von über 6.000 Künstlern. Google Arts & Culture stellt mittlerweile (Stand 2024) mehr als 7 Mio. Objekte in mehr als 3000 Sammlungen von über 2000 Partnern zur Verfügung. Die Partnerschaften mit deutschen Museen wurden kontinuierlich ausgebaut. Mit dem Alten Museum, dem Pergamonmuseum, der Alten Nationalgalerie, der Gemäldegalerie und dem Kupferstichkabinett sind u. a. gleich fünf Standorte der Staatlichen Museen zu Berlin mit Kunstwerken vertreten. Auch die Staatlichen Kunstsammlungen Dresden sowie das Museum Kunstpalast Düsseldorf nehmen daran teil. Für die Museen der Stadt Nürnberg sind folgende Häuser bei Google Arts & Culture präsent: Deutsches Spielearchiv Nürnberg, Dokumentationszentrum Reichsparteitagsgelände, Kunstsammlungen der Stadt Nürnberg und Museum Industriekultur. Im Jahr 2024 sind in neben den vorgenannten Museen in Deutschland insgesamt 118 Sammlungen Teil des Projektes.
| Akropolismuseum, Athen                    |        | Kritios-Knabe, Kritios (480 v. Chr.) |
| Alte Nationalgalerie, Berlin              |        | Im Wintergarten, Édouard Manet (1878–1879) |
| Eremitage, Sankt Petersburg               |        | Die Rückkehr des verlorenen Sohnes, Rembrandt van Rijn (1663–1665)                                                                             |
| Freer Gallery of Art, Washington, D.C.    |        | Die Prinzessin aus dem Land des Porzellans, James McNeill Whistler (1863–1865)                                                                 |
| Frick Collection, New York City           |        | Der heilige Franziskus in der Wüste, Giovanni Bellini (ca. 1480)                                                                               |
| Gemäldegalerie Berlin                     |        | Der Kaufmann Georg Gisze, Hans Holbein der Jüngere (1532)                                                                                      |
| Metropolitan Museum of Art, New York City |        | Die Kornernte, Pieter Bruegel der Ältere (1565)                                                                                                |
| Museum of Modern Art, New York City       |        | Sternennacht, Vincent van Gogh (1889) |
| Museo Reina Sofía, Madrid                 |        | Die Anisflasche, Juan Gris (1914) |
| Museo Thyssen-Bornemisza, Madrid          |        | Portrait eines Ritters (auch: Junger Ritter in Landschaft o. ä.), Vittore Carpaccio (1510)                                                     |
| Museum Kampa, Prag                        | [ 15 ] | Kathedrale, František Kupka (1912–1913) |
| National Gallery, London                  |        | Die Gesandten, Hans Holbein der Jüngere (1533)                                                                                                 |
| Rijksmuseum, Amsterdam                    |        | Die Nachtwache, Rembrandt van Rijn (1642) |
| Tretjakow-Galerie, Moskau                 |        | Erscheinung Christi vor dem Volk (auch: Die Offenbarung des Christus gegenüber den Menschen o. ä.), Alexander Andrejewitsch Iwanow (1837–1857) |
| Tate Britain, London                      | [ 16 ] | No Woman No Cry, Chris Ofili (1998) |
| Uffizien, ItalienFlorenz                  |        | Die Geburt der Venus, Sandro Botticelli (1483–1485)                                                                                            |
| Van Gogh Museum, Amsterdam                |        | Schlafzimmer in Arles (erste Version in Öl), Vincent van Gogh (1888)                                                                           |
| Schloss Versailles, Versailles            |        | Marie Antoinette und ihre Kinder, Élisabeth Vigée-Lebrun (1787)                                                                                |

## Rezeption
Das Projekt fand schnell Beachtung in der internationalen Presse. Die Freiheit der Applikation von Werbung und die einfache Bedienung wurden gelobt, das optische Erlebnis der virtuellen Rundgänge aber, im Gegensatz zu dem der hochaufgelösten Gemälde, auch kritisiert, da Unkenntlichmachungen und Reflexe störend seien. Die Qualität der extrem hochauflösenden Reproduktionen wurde zwar allgemein bewundert, aber auch darauf hingewiesen, dass das direkte, dreidimensionale Erleben der Kunstwerke damit nicht vergleichbar sei. Fachleute wie der Direktor der Tate Britain, Nicholas Serota und Nicholas Penny, Direktor der britischen National Gallery, wiesen darauf hin, dass bisher unbekannte Details entdeckt werden könnten.
Der Spiegel merkte an, dass große Museen ihre Bestände selbst digital verfügbar machen und bezeichnete das Projekt auch als „Spielerei“. Es gäbe beispielsweise bereits die Internetplattform Europeana, so dass Google keine neuartige Idee aufgegriffen habe. Andererseits wurde betont, dass der Internetkonzern bereits häufiger eine Vorreiterrolle eingenommen habe und das Projekt sich noch in der Startphase befinde.
Besucherrückgänge in den Museen werden nicht befürchtet; die Gefahr, dass potentielle Kunstdiebe die Software zum Ausspähen von Museen verwenden könnten, wurde bei der Entwicklung berücksichtigt. Bereits bei Street View hatte es ähnliche, hier auf Privathäuser bezogene Bedenken gegeben.
In der ersten Woche wurden zehn Millionen Besucher gezählt, die 70.000 private Kollektionen online anlegten.